# 艾藏维尔
艾藏维尔（法語：Aizanville，法語發音：[ɛzɑ̃vil]）是法国上马恩省的一个市镇，属于肖蒙区。

## 地理
艾藏维尔（48°6'26"N, 4°53'44"E）面积3.5 平方千米，位于法国大東部大區上马恩省，该省份为法国东北部内陆省份，北起马恩省和默兹省，西接奥布省，西南接科多尔省，东南接上索恩省，东临孚日省。
与艾藏维尔接壤的市镇（或旧市镇、城区）包括：马朗维尔、奥尔日、沃德雷蒙、布罗勒沙泰勒、阿祖瓦地区西尔丰泰内。

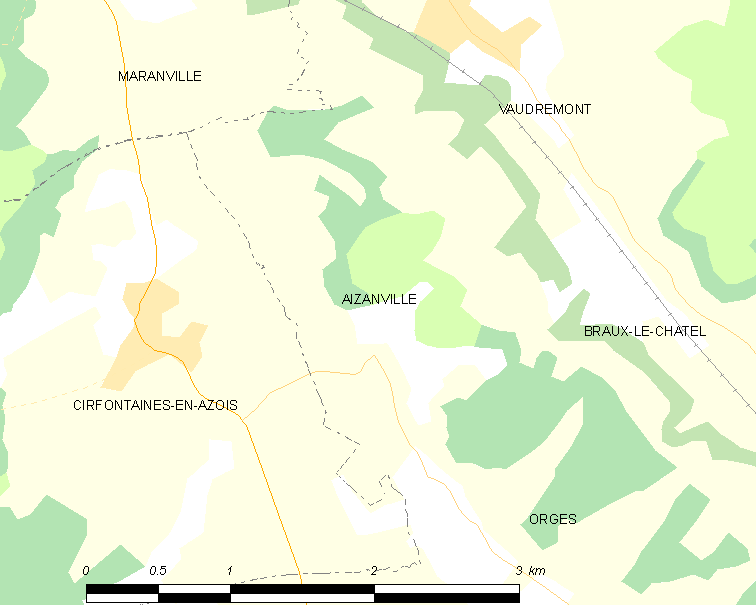
艾藏维尔的OSM定位图

艾藏维尔的时区为UTC+01:00、UTC+02:00（夏令时）。

## 行政
艾藏维尔的邮政编码为52120，INSEE市镇编码为52005。

## 政治
艾藏维尔所属的省级选区为沙托维兰县。

## 人口

1962-2008年间艾藏维尔人口变化图示

艾藏维尔于2022年1月1日时的人口数量为27人。